# Предраг Міятович
Предраг Міятович (серб. Predrag Mijatović, нар. 19 січня 1969, Подгориця) — югославський футболіст, що грав на позиції нападника. По завершенні ігрової кар'єри — спортивний функціонер. Виступав, зокрема, за клуби «Партизан», «Фіорентина», «Реал Мадрид», «Валенсія», а також національну збірну Югославії.

## Клубна кар'єра

### «Будучност»
Провівши кілька років у молодіжній системі «Будучності» з Тітограду, 18-річний Міятович дебютував у першій команді в 1987 році в останній частині сезону 1986-87 під керівництвом головного тренера Мілана Живадіновича.
В наступному сезоні 1987-88 ставши з новим головним тренером Шпако Поклеповичем гравцем основного складу, Предраг провів 31 матч і зробив 4 гольові передачі, а його «Будучност» закінчла сезон на 9 місці.
В зимову перерву сезону 1989-90 талановитий 20-річний хлопець був близький до підписання контракту зі сплітським «Хайдуком», проте президент «Партизана» Мірко Мар'янович втрутився і переконав його переїхати до Белграда.

### «Партизан»
За півсезону в новій команді Міятович провів 15 ігор і забив один гол (у ворота своєї попередньої команди). У цьому сезоні він виграв свій перший клубний трофей - кубок Югославії.
У наступному сезоні 1990-91 Предраг закріпився в основі, провів 33 матчі і забив 14 голів, проте «Партизан» закінчив чемпіонат на третьому місці. У сезоні 1991-92, останньому, коли проводилася першість СФРЮ, Міятович вдруге став володарем кубка Югославії, в чемпіонаті «Партизан» фінішував другим, поступившись «Црвені Звєзді». За підсумками сезону Предрага Міятовича визнали найкращим футболістом Югославії.
У новому сезоні 1992-93 «Партизан» виграв перший чемпіонат Союзної Республіки Югославія, а Предраг встановив особистий рекорд результативності: 17 голів. В 1993-му його вдруге поспіль визнали футболістом року в Югославії.

### «Валенсія»
В європейське міжсезоння 1993 року на Міятовича претендували іспанські «Реал Мадрид» і «Атлетіко», італійський «Ювентус» і низка інших клубів Західної Європи, але конкретної пропозиції не зробили. Президент «Реала» пізніше визнав свою помилку, а в травні 1998 року з подібними заявами виступили боси «Ювентуса».
Влітку 1993-го Міятович переїхав до Валенсії. У новому клубі він провів три сезони, в кожному з яких був основним гравцем і найкращим бомбардиром клубу. В сезоні 1995-96 через велику кількість травм гравців атаки тренер «Валенсії» Луїс Арагонес пересунув Міятовича з позиції плеймекера на вістря атаки, і Предраг забив рекордні в особистій кар'єрі 28 голів за сезон. Подібний результат зумовив відхід з «Валенсії» в «Реал Мадрид» по закінченні сезону.

### «Реал Мадрид»
Влітку 1996 року тренером «Реала» став Фабіо Капелло, який запросив у команду велику групу нових гравців. Міятович, визнаний  найкращим іноземним гравцем сезону 1995-96, також прибув до Мадрида. Серед новачків клубу також був знайомий Предрага по молодіжній збірній Югославії хорват Давор Шукер. Разом з Раулем ці футболісти утворили атакуюче тріо, яке забило в сезоні 59 голів, що допомогло «Реалу» виграти свій 27-й титул чемпіона Іспанії.
Частину наступного сезону 1997-98 Міятович пропустив через травми, забивши, тим не менш, 10 голів в Прімері. В Лізі чемпіонів 1997-98 він відзначився одним голом. Цей гол був забитий 20 травня 1998 року в фіналі, де «Реал» зустрічався з туринським «Ювентусом». На 66-й хвилині м'яч відскочив до Предрага Міятовіча, він обвів італійського голкіпера Анджело Перуцці і забив єдиний гол матчу. Через 32 року «Реал» повернув собі звання найкращого клубу Європи. А 1 грудня 1998 мадридський клуб святкував перемогу в Міжконтинентальному кубку, обігравши бразильський «Васко да Гама» з рахунком 2:1. У тому ж 1998-у Міятовича втретє визнали найкращим футболістом Югославії.
Сезон 1998-99 став останнім для Міятовича в «Реалі». Основний зв'язкою форвардів в тому році стала пара Рауль -  Морьєнтес. Міятовичу доводилося грати на позиції вінгера або виходити на заміну. Влітку 1999-го президент Лоренцо Санс і нещодавно призначений головний тренер Джон Тошак почали значне оновлення складу команди. Контракт Міятовича вирішено було не продовжувати. Сам Предраг відразу заявив, що після трьох років в Мадриді не буде розглядати пропозиції інших іспанських клубів.  Про інтерес до футболіста заявили французький «Марсель», німецька «Баварія», італійська «Фіорентина» та англійська «Астон Вілла».

### «Фіорентина»
Влітку 1999-го Міятович перейшов в італійську «Фіорентину». Головний тренер фіалок Джованні Трапаттоні визначив Міятовиче місце атакуючого півзахисника. У сезоні 1999-00 Предраг зіграв 16 матчів і забив 2 голи. «Фіорентина» посіла 7 місце в Серії A.
Після закінчення сезону Фатіх Терім змінив Трапаттоні на посту головного тренера. Також команду покинув багаторічний лідер атаки Габріель Батістута. Терім не розглядав Міятовича як основного нападника. Ще по ходу сезону Міятович заявляв про бажання покинути команду через те, що не проходить в основний склад.  Основним претендентом на гравця вважався колишній клуб Теріма «Галатасарай». У лютому 2001 року Теріма змінив Роберто Манчіні. За підсумками сезону «Фіорентина» посіла 9 місце, але здобула Кубок Італії, забезпечивши собі виступ в Кубку УЄФА.
Влітку 2001-го «Фіорентина», що мала заборгованість більше 60 мільйонів доларів, почала розпродаж гравців з метою покриття збитків і зниження зарплатного фонду, керівництво стало підшукувати Міятовичу новий клуб.  Проте, продавши Франческо Тольдо в «Інтернаціонале» за 25 млн доларів і Руї Кошту в «Мілан» за 40 млн доларів, «фіалкам» вдалося зберегти основу команди. Міятович дебютував у сезоні тільки в 6-му турі, забивши гол «Лечче», а «Фіорентина» програла 4:1. Цей гол залишився єдиним для Міятовича в Серії A сезону 2001-02. За підсумками сезону клуб посів передостаннє 17 місце і вилетів в нижчій дивізіон.

### «Леванте»
Після вильоту «Фіорентини» із Серії A Міятович став вільним агентом. Перед початком сезону він уклав однорічний контракт з іспанським «Леванте» із Сегунди. За підсумками сезону Міятович забив 3 голи в 21 грі, але «Леванте» посів 4 місце, не вирішивши завдання виходу у Прімеру.
У грудні 2003 року югослав, попри пропозицію клубу з Катару , вирішив завершити кар'єру гравця.

## Виступи за збірні
Міятович почав свою кар'єру в молодіжній збірній Югославії. Він був включений до складу збірної на молодіжному чемпіонаті світу 1987, де з ним в одній команді виступали хорват Давор Шукер і чорногорець Бранко Брнович. Педя забив 2 голи, а дружина Югославії завоювала титул чемпіонів.
Одночасно з переходом Міятовича з «Валенсії» до «Реалу» закінчилась чотирирічна заборона ООН проводити збірній Югославії міжнародні матчі. Наприкінці 1997 року, за дві гри стадії плей-офф кваліфікації до ЧС-98 проти Угорщини він забив 7 голів, а Югославія перемогла із сукупним рахунком 12-1 і отримала путівку на ЧС-1998 у Франції. На Чемпіонаті світу у Франції Предраг забив один гол в 4 матчах, допомігши своїй збірній пройти у другий раунд, де вони були биті нідерландцями. На початку наступного відбіркового циклу до Євро-2000 Міятович, як і раніше, потрапив до складу збірної під керівництвом нового тренера Мілана Живадіновича. Нічого не змінилося і тоді, коли Вуядин Бошков змінив на посаді Живадіновича в середині відбіркового циклу. У вирішальному матчі за вихід на чемпіонат Європи проти збірної Хорватії в жовтні 1999 року, Міятович забив в першій половині матчу, зробивши рахунок нічийним 1-1. Підсумковий результат 2-2 вивів збірну Югославії на чемпіонат Європи в Бельгії та Голандії. На Євро-2000 він зіграв у всіх чотирьох матчах Югославії, вийшовши з нею у чвертьфінал, хоча і не забив на турнірі, тоді як Югославія знову була вибита збірною Нідерландів.

## Титули і досягнення

#### Командні
«Партизан»
- Чемпіонат Югославії
  - Чемпіон (1): 1992–93
- Кубок Югославії
  - Володар (2): 1988–89, 1991–92

 «Валенсія»
- Кубок Іспанії
  - Фіналіст (1): 1994–95

 «Реал»
- Чемпіонат Іспанії
  - Чемпіон (1): 1996–97
- Суперкубок Іспанії
  - Володар (1): 1997
- Ліга чемпіонів
  - Переможець (1): 1997–98
- Міжконтинентальний кубок
  - Володар (1): 1998

 «Фіорентина»
- Кубок Італії
  - Володар (1): 2000–01

- Чемпіон світу (U-20): 1987

#### Особисті
- Срібний м'яч France Football: 1997